# 特雷河
特雷河（俄语：Тыры）是俄羅斯薩哈共和國的河流，屬於阿爾丹河的右支流，河道全長327公里，流域面積約14,000平方公里，發源自孫塔爾哈亞塔山脈，河水主要來自融雪和雨水。